# 13. proletarska brigada »Rade Končar«
Za druge 13. brigade glejte 13. brigada.
13. proletarska brigada »Rade Končar« (srbohrvaško 13. proleterska brigada »Rade Končar«) je bila brigada v sestavi Narodnoosvobodilne vojske in partizanskih odredov Jugoslavije in ki je delovala med drugo svetovno vojno na področju Kraljevine Jugoslavije.

## Organizacija
- štab
- 3x bataljon